# بابلو راينوسو
بابلو راينوسو (بالإسبانية: Pablo Reinoso)‏ هو لاعب كرة قدم تشيلي في مركز حراسة المرمى، ولد في 18 ديسمبر 1985 في Llay-Llay ‏ في تشيلي. لعب مع أوداكس إيتاليانو ويونيون إسبانيولا.